# Rymarksvej (København)
Rymarksvej er en ca. 700 meter lang vej på Ydre Østerbro og Hellerup. Den begynder ved boligbebyggelsen og gaden Ryparken og fortsætter mod nord, hvor den ender som en sidegade til Tuborgvej.
Vejen blev navngivet i 1929 og fik sit navn, fordi den løb henover området Ryvangen. Mellem 1970 og 1989 omfattede Rymarksvej også den tidligere Ole Nielsens Vej, der efterfølgende blev en del af Ryparken.
På den sydlige del af Rymarksvej ligger Ryholtgård, hvor ældreboliger er ved at blive istandsat. Rymarksvænge er det kolossale boligbyggeri, opført af moduler, der ligger ud mod Ryparken. Der ligger adskillige institutioner, bl.a. to specialbørnehave, en aflastningsinstitution, et børnehus, en ungdomspension, en integreret institution og en nødinstitution. Blokken er tegnet af Erik Korshagen og Jørgen Juul Møller og bygget 1970.
Den nordlige del af Rymarksvej består af rækkehuse i røde mursten med små haver foran. De nordligste (2-14) er lidt ældre og større end de øvrige. Rækkehusene Rymarksvej 16-78 er opført 1945-1946, tegnet af arkitekterne Ole Buhl og Harald Petersen. I 1950’erne var disse nye rækkehuse bolig for det finere borgerskab. I vejviseren finder man adskillige direktører, cand.mag.'er, m.v. og et forbavsende stort antal læger og især arkitekter.
På den modsatte side ligger Instituttet for Blinde og Svagsynede. I Instituttets bygning ligger også Kennedy Centret (tidligere Statens Øjenklinik) og en fløj med særlige boformer under Københavns Kommune. Indtil februar 2011 huser bygningen også Videncenter for Synshandicap og flere andre Videncentre. Komplekset er tegnet af Preben Hansen og rejst 1967-1968.
Rymarksvej er lukket for bilister midtvejs, men der er adgang til den både sydfra og nordfra for cyklister og fodgængeren.

## Nævneværdige bygninger i gaden
- Nr. 1-5: Instituttet for Blinde og Svagsynede (1966-68 af Preben Hansen).
- Nr. 11: Rymarksvænge Ungdomspension Arkiveret 28. september 2015 hos  Wayback Machine
- Nr. 23-119 (ulige numre): Rymarksvænget (1970 af Erik Korshagen og Jørgen Juul Møller).
- Nr. 16-78: Rækkehuse opført 1945-1946, tegnet af arkitekterne Ole Buhl og Harald Petersen.
- Nr. 74: Her lå tidligere Dansk Gymnastiklærerforening.
- Nr. 78: Her boede tidligere lægerne Gunnar og Kirsten Auken.